# Cécile Demarquet
Pour les articles homonymes, voir Demarquet.
Cécile Demarquet est une athlète française, née à Hautmont (59) le 3 avril 1973, adepte de la course d'ultrafond et championne de France des 24 heures en 2017.

## Biographie
Cécile Demarquet, pharmacienne à Hénin-Beaumont, entreprend la course à pied à l'âge de 35 ans. Neuf ans plus tard, elle devient championne de France des 24 heures de Vierzon en 2017, réalisant 206,112 km. En 2018, elle améliore son record personnel aux championnats d'Europe IAU des 24 h de Timisoara, en réalisant 207,618 km,.

## Records personnels
Statistiques de Cécile Demarquet d'après la Fédération française d'athlétisme (FFA) et la Deutsche Ultramarathon-Vereinigung (DUV) :
- 10 km route : 42 min 4 s en 2017
- 15 km route : 1 h 5 min 51 s en 2017
- 20 km route : 1 h 40 min 11 s en 2011
- Semi-marathon : 1 h 31 min 44 s en 2018
- Marathon : 3 h 14 min 26 s au marathon de Sénart en 2017[7]
- 100 km route : 11 h 28 min 39 s aux championnats d'Europe IAU des 24 h de Timisoara en 2018 (100 km split)
- 100 miles route : 18 h 43 min 11 s aux championnats d'Europe IAU des 24 h de Timisoara en 2018 (100 miles split)
- 6 heures route : 65,712 km aux 6 h de Loos en 2012
- 12 heures route : 116,984 km aux 24 h du Quai du Cher en 2017 (12 h split)
- 24 heures route : 207,618 km aux championnats d'Europe IAU des 24 h de Timisoara en 2018